# پزشک هیئت علمی
پزشک هیئت علمی که همچنین به عنوان پزشک حاضر، اتند و اتندینگ (Attending physician) نیز شناخته می‌شود، پزشکی است که دوره دستیاری تخصصی را به پایان رسانده و در یک درمانگاه یا بیمارستان، در تخصص خود به طبابت می‌پردازد. یک پزشک هیئت علمی معمولاً بر کار فلوشیپ‌ها، رزیدنت‌ها، دانشجویان پزشکی و سایر پزشکان نظارت می‌کند. پزشکان اتند همچنین ممکن است کرسی استادی را در یک دانشکده پزشکی وابسته حفظ کنند. پزشکان اتند از نظر قانونی و غیره، مسئولیت نهایی مراقبت از بیمار را دارند، حتی زمانی که بسیاری از تصمیمات دقیقه به دقیقه توسط رزیدنت‌ها یا ارائه‌دهندگان مراقبت‌های بهداشتی غیرپزشک (یعنی پزشک‌یاران و پرستاران متخصص) گرفته شود.
پزشکان حاضر نیز ممکن است همچنان در حال آموزش باشند، مانند فلوشیپ در یک رشته فوق تخصصی. به عنوان مثال، یک روماتولوژیست ممکن است اتندینگ رشته داخلی باشد، زیرا او قبلاً رزیدنتی در رشته داخلی را به پایان رسانده‌است. این اصطلاح بیشتر در بیمارستان‌های آموزشی استفاده می‌شود. در بیمارستان‌های غیرآموزشی، اساساً همه پزشکان از برخی جهات پس از اتمام دوره رزیدنتی به عنوان پزشک حاضر عمل می‌کنند.